# Визано
Визано (итал. Visano) је насеље у Италији у округу Бреша, региону Ломбардија.
Према процени из 2011. у насељу је живело 1744 становника. Насеље се налази на надморској висини од 58 м.

## Становништво
| 1951. | 1961. | 1971. | 1981. | 1991. | 2001. | 2011. |
| ----- | ----- | ----- | ----- | ----- | ----- | ----- |
| 1.900 | 1.619 | 1.387 | 1.477 | 1.521 | 1.700 | 1.933 |